# Ле-Пон-Кретьен-Шабене
Ле-Пон-Кретье́н-Шабене́ (фр. Le Pont-Chrétien-Chabenet) — коммуна во Франции, в регионе Центр, департамент Эндр, округ Шатору.
Коммуна расположена на расстоянии около 260 км на юг от Парижа, 145 км на юг от Орлеана, 26 км на юго-запад от Шатору.

## Население
Население — 939 человек (2007).
| 1921 | 1926 | 1931 | 1936 | 1946 | 1954 | 1962 | 1968 | 1975 | 1982 | 1990 | 1999 | 2007 |
| ---- | ---- | ---- | ---- | ---- | ---- | ---- | ---- | ---- | ---- | ---- | ---- | ---- |
| 703  | 757  | 687  | 655  | 703  | 669  | 669  | 814  | 813  | 902  | 879  | 880  | 939  |

## Фотографии
- Мэрия
- Церковь
- Замок Шабене
- Виадук
- Деревянный мост
- Деревянный мост